# Eriocaulon caesium
Eriocaulon caesium är en gräsväxtart som beskrevs av August Heinrich Rudolf Grisebach. Eriocaulon caesium ingår i släktet Eriocaulon och familjen Eriocaulaceae. Inga underarter finns listade i Catalogue of Life.